# Nafissatou Idé Sadou
Nafissatou Idé Sadou, née à Niamey au Niger le 25 novembre 1984, est une figure de proue très engagée pour la défense et la promotion des droits des femmes et de la scolarisation des filles.
Déterminée à œuvrer à la progression vers l'autonomisation des femmes nigériennes depuis son bas âge elle a pu réussir à créer en 2009 une Organisation à but non lucratif Femmes Actions et Développement (FAD NIGER).
Reconnue officiellement par son arrêté No 0233/MISD/AR/DGAPJ/DLP du 23 avril 2010 elle intervient dans le souci d’améliorer le niveau de vie des femmes aussi bien rurales qu’urbaines et de renforcer leur participation dans toutes les actions de développement.
Particulièrement, l’ONG FAD met l’accent sur la promotion des femmes et des filles qui représentent les couches majoritaires mais également les plus vulnérables du pays.
L'ONG FAD intervient dans 6 domaines que sont l’Éducation, la Gouvernance; la Santé, les Femmes, Paix et Sécurité; l'Autonomisation/Environnement; les VBG (Violences Basées sur le Genre).
Dans son volet lié à l'éducation, cette organisation a mené un puissant plaidoyer et a été un grand artisan de la prise de décret signé du Président de la République Issoufou Mahamadou en 2017, lequel décret protège et maintient la jeune fille à l'école jusqu'à l'âge de 16 ans.
Cette volonté de l’ONG FAD d’impliquer davantage les femmes va en phase avec son volet Gouvernance qui consiste à améliorer la participation et l’implication des femmes dans les instances de prise de décision. En 2016, l’ONG FAD s’est fixée le pari d’augmenter la participation politique des femmes aux élections locales et législatives de 2021. Après plusieurs activités de sensibilisation et de formation, cette organisation a réussi sous sa direction à signer le 11 septembre 2020, une convention d'engagement avec 30 partis politiques pour une meilleure représentativité des femmes aux postes de responsabilité au sein des partis politiques. Résultat, 55% du nombre total d’inscrits au fichier biométrique étaient des femmes et près de 35 % de femmes ont été candidates, une première au Niger.

## Jeunesse et formation
Issue d’une famille de sept enfants, Nafissatou Idé Sadou est née le 25 novembre 1984 au Niger, d'Idé Sadou et de Zeinabou Ada.
Depuis sa naissance, les personnes de son entourage l’appelaient « Fifi », sobriquet donné aux filles prodiges, mais elle sera plus tard plus connue sous le surnom de Nafi. Elle connaît une enfance difficile, marquée par le divorce de ses parents. Sa mère, encore étudiante, élève seule Nafissatou et sa sœur avant de se remarier.
En 2004, Nafissatou Idé Sadou obtient son baccalauréat série A avec mention au lycée Saraounia Mangou de Dosso, puis poursuit ses études supérieures à l’université Abdou Moumouni Dioffo à Niamey au département de psychologie.
En 2014, elle est diplômée en psychologie après avoir soutenu son mémoire de maîtrise intitulé La scolarisation des filles et son incidence sur l’équilibre psychosocial du groupe familial.
En 2016, elle prend part à la formation en système de gestion des performances à l’Indian Institutes of Management (IIM) de New Delhi, puis en administration publique à l'Ena de Paris en 2018.

## Engagement associatif
Déterminée très jeune à améliorer les conditions de vie des femmes de son pays, elle se lance vite dans la vie associative où elle acquiert sa première expérience significative avec l’organisation non gouvernementale (ONG) PARED qui œuvre dans l’encadrement des jeunes, leur intégration sociale, l’organisation et le suivi des femmes dans des projets de lutte contre la pauvreté.
Fondatrice et présidente de l'ONG Femmes, Actions et Développement, elle est l'instigatrice de plusieurs mouvements, notamment le Comité des jeunes filles Leaders COJEFIL, regroupant 204 jeunes filles, et le Comité des femmes mentors politiques (COFEMEP), regroupant 120 femmes de toutes les régions du Niger.
Militante au sein de onze formations politiques, dont le Mouvement pour le respect des droits des femmes au Niger] (MRDFN) à travers lequel elle a contribué à la promotion du leadership féminin et à la participation politique des femmes, elle a formé plus de 300 femmes, de différents âges, sur les notions de leadership et de bonne gouvernance.

## Distinctions reçues
- Trophée de Femme leader d’Afrique en devenir de 2013.
- Nommée parmi les 100 personnalités africaines les plus influentes de 2015, liste parue dans le magazine New Africa.
- Nommée Meilleure femme leader de 2016 par Afrique COM Média.
- Lauréate du concours 100 innovations par les autorités françaises en 2013 pour avoir valorisé la jacinthe d'eau[5].
- Membre du réseau des Femmes leaders d’Afrique[6].
- Présidente du Women International League for Peace and Freedom Niger[7].
- Représentante de la Dynamique Intergénérationnelle pour la Démocratie en Afrique (DIDAF) au Niger.